# Johann Nepomuk Glöggler

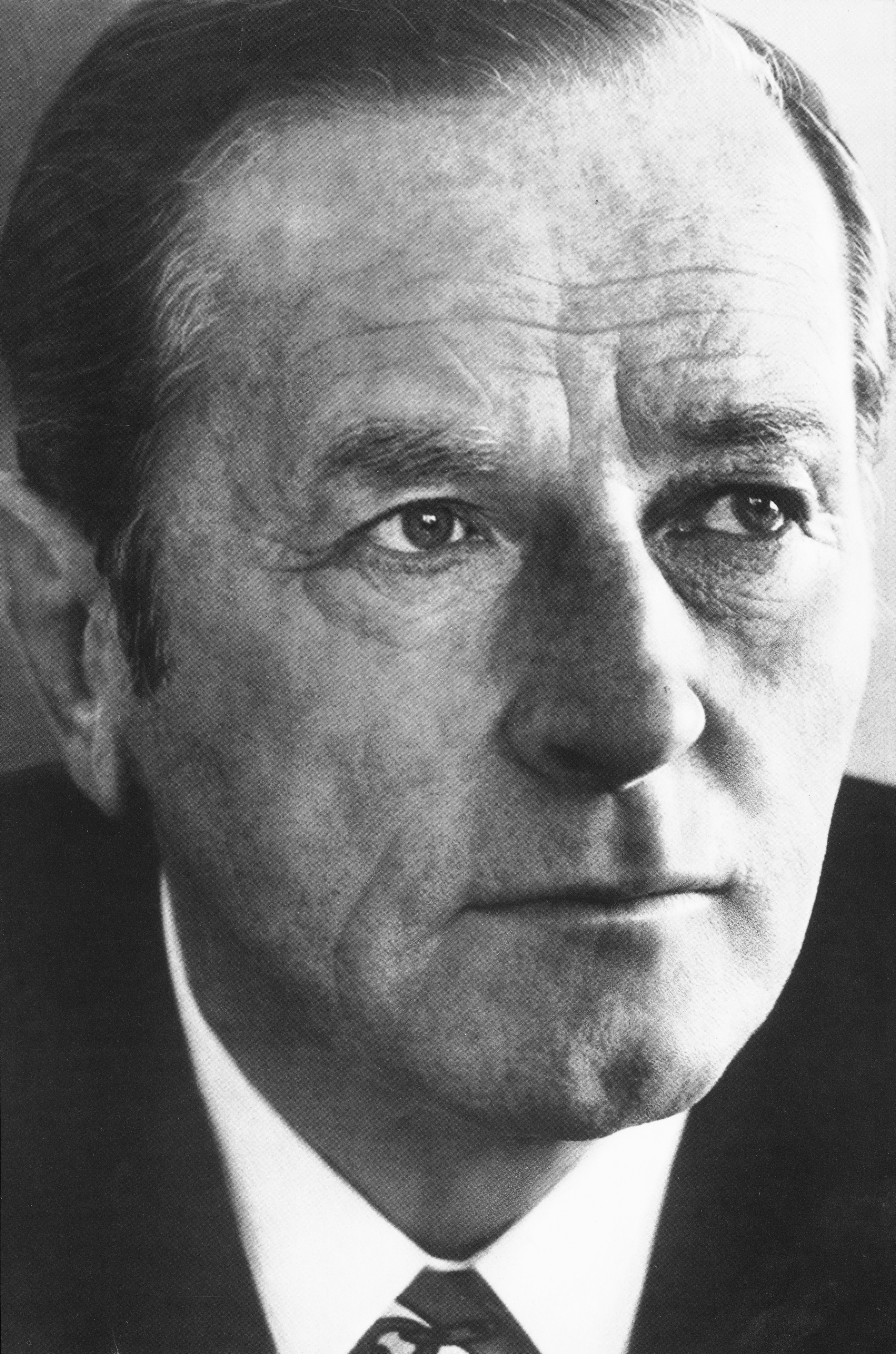

Johann Nepomuk Glöggler, genannt Hans Glöggler (* 9. April 1910 in Kaufbeuren; † 26. Juli 2004 in Füssen), war ein deutscher Unternehmer.

## Leben
Glöggler wurde als achtes Kind von Maria und Robert Glöggler in Kaufbeuren im Ostallgäu geboren. Der Vater war von Beruf Lithografischer Obermeister und später zeitweiliger Stadtrat und Bürgermeister von Kaufbeuren. Johann Nepomuk Glöggler war dreimal verheiratet und hatte acht Kinder und ein Adoptivkind.
Mit 14 Jahren wurde Glöggler in die Lehre nach Pflach in Tirol geschickt. Dort lernte er seinen späteren Mentor und Förderer Paul Schwarzkopf kennen, für den er als Generalsekretär tätig war. Schon in den 1930er-Jahren konnte Glöggler mit dem Verkauf von technischen Ölen und Fetten ein beachtliches Vermögen erarbeiten und in Immobilien anlegen. Während des Zweiten Weltkrieges diente er als Gefreiter an der Westfront.
Glöggler gründete 1945 ein Bauunternehmen und einen Baustoffgroßhandel in Augsburg, über die zahlreiche Bauprojekte realisiert wurden. Ab Ende der 1960er-Jahre kaufte Glöggler mit Hilfe von Krediten angeschlagene Textilfirmen auf und baute auf diese Weise bis Ende der 1960er-Jahre in nur vier Jahren die größte deutsche Textilgruppe auf. Darunter befanden sich traditionsreiche Unternehmen der Textilwirtschaft wie die AKS Augsburger Kammgarn-Spinnerei und die Mechanische Baumwollspinnerei und Weberei Augsburg - SWA. 1973 folgte eine Aktienbeteiligung von ca. 30 % am Baukonzern Philipp Holzmann AG.

Medien bezeichneten Glögglers Aufstieg als „eine der bizarrsten Unternehmerkarrieren der Nachkriegszeit“. Glöggler, der in den Medien als „König Midas“, „Hans im Glück“ oder „Textilzar“ dargestellt wurde, besaß Mitte der siebziger Jahre eine Vielzahl von Firmen mit zusammen über 12.000 Mitarbeitern und einem Jahresumsatz von rund einer Milliarde D-Mark.  Die Folgen der Ölkrise 1973 sowie strukturelle Veränderungen in der Textilindustrie hinterließen Spuren auch beim Glöggler-Konzern. Zudem kämpfte die Gruppe mit Liquiditätsengpässen und hohen Krediten. Glögglers Bemühungen, eine Staatsbürgschaft für den angeschlagenen Konzern zu erhalten, schlugen fehl. Mitte Januar 1976 gab Glöggler aufgrund einer Großdemonstration in Füssen auf und stimmte einer Sanierung durch das Bayerische Wirtschaftsministerium zu. Der Glöggler-Konzern zerbrach noch im selben Jahr.
Glöggler flüchtete nach Québec, Kanada, um einer möglichen Verhaftung zu entgehen. Wenig später zog er in die Bretagne, von wo er eine der größten Schadensersatzklagen gegen den Freistaat Bayern anstrengte. Nach fünf Jahren Prozess wies das Münchner Verwaltungsgericht die Klage u. a. wegen Verjährung zurück.
Der spätere Vorstandssprecher Helmut Böck der Füssener Textil AG, welche aus den Hanfwerken Füssen-Immenstadt hervorging, erinnert sich an Hans Glöggler als "leidenschaftlichen Unternehmer" und die "sehr soziale Einstellung" zu den Mitarbeitern.

## Sonstiges
Das von Glöggler erbaute Hochhaus am Alten Postweg 101 im Augsburger Univiertel ist umgangssprachlich als Glöggler-Hochhaus bekannt.

## Auszeichnungen
- 2002: Aufnahme in die Hockey Hall of Fame Deutschland für seine Verdienste um den Eishockeysport.[3]

## Werke
- Die Flucht. Pegasus-Verlag, Füssen 1994, ISBN 3-929371-01-4.